# Elena Kampouris
Elena Kampouris, née le 16 septembre 1997 à  New York (État de New York), est une actrice américaine.
En 2016, Kampouris fait ses débuts à Broadway dans Les Liaisons Dangereuses dans le rôle de Cécile Volanges.

## Biographie
Elena Kampouris est née le 16 septembre 1997 à New York. Elle est la fille de Ivey Barry, illustratrice de mode et graphiste, et d’Alexander Kampouris, commerçant dans le New Jersey, aux États-Unis. Son père est originaire de l'île de Kassos, en Grèce, et sa mère est étasunienne, d'origine anglaise et française,,,. Elena Kampouris a un frère aîné, Emmanuel.
Elle a grandi à Bridgewater Township, dans le New Jersey, où elle a fréquenté la Gill St. Bernard's School.

## Carrière
En 2012, Kampouris fait ses débuts d'actrice avec un petit rôle, en tant qu'élève de Constance Billard dans un épisode de la série dramatique pour adolescents CW Gossip Girl. En décembre 2013, elle signe un contrat avec l'agent William Morris Endeavour.
En 2014, Elle joue Allison Doss dans la comédie dramatique Men, Women & Children,,.
En 2015, elle joue dans la série à suspense NBC American Odyssey le rôle de Maya Decker, la fille du personnage de Peter Facinelli,. La série est annulée après une première saison. Kampouris obtient un rôle secondaire dans la comédie romantique My Big Fat Greek Wedding 2.
En 2016, elle fait ses débuts à Broadway dans Les liaisons dangereuses.

## Filmographie

### Cinéma
- 2013 : Last Days of Summer : Rachel McCann (jeune)
- 2014 : Men, Women and Children : Allison Doss
- 2014 : The Cobbler : Alexia
- 2016 : Mariage à la grecque 2 : Paris
- 2019 : Summer Night : Corin
- 2020 : Les Démons du maïs : Boleyn Williams
- 2021 : Shoplifters of the World : Sheila
- 2022 : WifeLike : Meredith
- 2023 : Mariage à la grecque 3 : Paris
- 2023 : Vindicta de Sean McNamara : Lou

### Télévision

#### Séries télévisées
- 2012 : Gossip Girl : fille de Constance #2
- 2015 : American Odyssey : Maya Decker (9 épisodes)
- 2017 : Le dernier jour de ma vie : Juliet Sykes
- 2020 : Sacred Lies : Minnow Bly (10 épisodes)
- 2021 : Jupiter's Legacy : Chloe Sampson (8 épisodes)

#### Téléfilms
- 2013 : Jinxed : Ivy